# آنتونیوس پاپادوپولوس
آنتونیوس پاپادوپولوس (یونانی: Αντώνιος Παπαδόπουλος) (زادهٔ ۱۰ سپتامبر ۱۹۹۹) بازیکن فوتبال اهل آلمان است.

## زندگی شخصی
وی متولد آلمان است اما اصالتی یونانی دارد.